# Agrypon constantineanui
Agrypon constantineanui là một loài tò vò trong họ Ichneumonidae.